# Insignis Media
Insignis Media S.C. – polskie wydawnictwo z siedzibą w Krakowie, specjalizujące się w literaturze fantastycznonaukowej, poradnikowej, biograficznej oraz beletrystycznej.
Jest wyłącznym wydawcą książek Jeremy’ego Clarksona oraz Jamiego Olivera w Polsce. Nakładem wydawnictwa ukazują się również książki Dmitrija Głuchowskiego – rosyjskiego pisarza, autora Metra 2033 i twórcy serii Uniwersum Metro 2033 – oraz Michaela Palina, z filarów grupy Monty Pythona oraz podróżnika. W 2011 roku Insignis wydało biografię twórcy firmy Apple, Steve’a Jobsa, autorstwa Waltera Isaacsona.